# رادا تیلی
رادا تیلی (به اسپانیایی: Rada Tilly) یک منطقهٔ مسکونی در آرژانتین است که در بخش اسکالانت واقع شده‌است. رادا تیلی ۹٬۲۲۶ نفر جمعیت دارد.